# Norbert De Batselier
Norbert De Batselier (ur. 24 grudnia 1947 w Dendermonde) – belgijski polityk, samorządowiec i ekonomista, parlamentarzysta, w latach 1988–1995 wicepremier i minister w rządzie Flamandzkiej Wspólnoty Belgii, w latach 1995–2006 przewodniczący Parlamentu Flamandzkiego.

## Życiorys
W 1970 ukończył ekonomię na Vrije Universiteit Brussel, następnie do 1978 był badaczem i wykładowcą w ramach Centrum voor bedrijfseconomie VUB. Był doradcą i dyrektorem w instytucji kształceniowej związku zawodowego Algemeen Belgisch Vakverbond, nauczał także na związkowej uczelni HISKWA. Zajmował stanowiska kierownicze również w innych instytucjach, m.in. w flamandzkich funduszach samorządowych, federacji brukselskich uczelni Universitaire Associatie Brussel oraz muzeum w dawnym nazistowskim obozie w Mechelen.
Zaangażował się w działalność Belgijskiej Partii Socjalistycznej, po jej podziale w 1978 przystąpił do flamandzkiej Partii Socjalistycznej i opowiadał się za federalizacją państwa. W latach 1973–1974 kierował partyjną młodzieżówką Jongsocialisten. W 1977 wybrany radnym Dendermonde, później był szefem gabinetu i dyrektorem generalnym ministerstwa ds. Regionu Flamandzkiego, gdy kierował nim Marc Galle. W latach 1981–1995 zasiadał w Izbie Reprezentantów i równocześnie w radzie Regionu Flamandzkiego. Od maja do października 1988 pozostawał wiceministrem spraw wewnętrznych w rządzie federalnym, następnie przeszedł do egzekutywy regionalnej (kierowanej kolejno przez Gastona Geensa i Luca Van den Brande). W jej ramach był do 1995 wicepremierem, a także ministrem ekonomii, energii i samozatrudnionych (1988–1992) oraz środowiska i budownictwa (1992–1995). Po przekształceniu rady w Parlament Flamandzki wybierany w wyborach bezpośrednich na jej członka w 1995, 1999 i 2004. Został jej pierwszym przewodniczącym (od lipca 1995 do lipca 2006), w tym okresie pełnił także funkcję burmistrza rodzinnego miasta. Następnie zrezygnował z mandatów politycznych i do 2014 zasiadał w zarządzie Narodowego Banku Belgii.